# 505 Cava
Az 505 Cava egy kisbolygó, amit Royal Harwood Frost fedezett fel 1902. augusztus 21-én.